# Terry Phelps
Pour les articles homonymes, voir Phelps.
Terry Phelps (née le 18 décembre 1966) est une joueuse de tennis américaine, professionnelle dans les années 1980.
En 1985, elle a joué les quarts de finale à Roland-Garros (battue par Chris Evert), sa meilleure performance en simple dans un tournoi du Grand Chelem.
Au cours de sa carrière, Terry Phelps a remporté un titre WTA en double dames.

## Palmarès

### Titre en simple dames
Aucun

### Finales en simple dames
| No | Date       | Nom et lieu du tournoi                     | Catégorie | Dotation | Surface    | Vainqueure    | Score    |          |
| -- | ---------- | ------------------------------------------ | --------- | -------- | ---------- | ------------- | -------- | -------- |
| 1  | 26-01-1987 | Nutri-Metrics International Open, Auckland |           | 50 000 $ | Dur (ext.) | Gretchen Rush | 6-2, 6-3 | Parcours |
| 2  | 18-07-1988 | OTB Open, Schenectady                      | Tier V    | 50 000 $ | Dur (ext.) | Gretchen Rush | 7-6, 6-4 | Parcours |

### Titre en double dames
| No | Date       | Nom et lieu du tournoi | Catégorie | Dotation  | Surface      | Partenaire      | Finalistes                        | Score    |          |
| -- | ---------- | ---------------------- | --------- | --------- | ------------ | --------------- | --------------------------------- | -------- | -------- |
| 1  | 28-03-1988 | Eckerd Open Tampa      | Tier IV   | 200 000 $ | Terre (ext.) | Raffaella Reggi | Cammy MacGregor Cynthia MacGregor | 6-2, 6-4 | Parcours |

### Finale en double dames
| No | Date       | Nom et lieu du tournoi            | Catégorie | Dotation  | Surface    | Vainqueures                   | Partenaire | Score         |          |
| -- | ---------- | --------------------------------- | --------- | --------- | ---------- | ----------------------------- | ---------- | ------------- | -------- |
| 1  | 12-09-1988 | Virginia Slims of Arizona Phoenix | Tier V    | 100 000 $ | Dur (ext.) | Elise Burgin Rosalyn Fairbank | Beth Herr  | 6-7, 7-6, 7-6 | Parcours |

## Parcours en Grand Chelem

### En simple dames
| Année | Open d'Australie (janvier) | Open d'Australie (janvier) | Internationaux de France | Internationaux de France | Wimbledon       | Wimbledon          | US Open         | US Open           | Open d'Australie (décembre) | Open d'Australie (décembre) |
| ----- | -------------------------- | -------------------------- | ------------------------ | ------------------------ | --------------- | ------------------ | --------------- | ----------------- | --------------------------- | --------------------------- |
| 1983  | n/a                        | n/a                        | 1er tour (1/64)          | Manuela Maleeva          | 1er tour (1/64) | Beth Herr          | 3e tour (1/16)  | Jo Durie          | -                           | -                           |
| 1984  | n/a                        | n/a                        | 1er tour (1/64)          | Sabrina Goleš            | 1er tour (1/64) | Sabina Simmonds    | 1er tour (1/64) | Melissa Gurney    | -                           | -                           |
| 1985  | n/a                        | n/a                        | 1/4 de finale            | Chris Evert              | 2e tour (1/32)  | Zina Garrison      | 3e tour (1/16)  | Kathy Jordan      | -                           | -                           |
| 1986  | n/a                        | n/a                        | 3e tour (1/16)           | Katerina Maleeva         | 3e tour (1/16)  | Isabelle Demongeot | 2e tour (1/32)  | Raffaella Reggi   | n/a                         | n/a                         |
| 1987  | 2e tour (1/32)             | Akiko Kijimuta             | 3e tour (1/16)           | Karen Schimper           | 1er tour (1/64) | Regina Maršíková   | 2e tour (1/32)  | Zina Garrison     | n/a                         | n/a                         |
| 1988  | -                          | -                          | 1er tour (1/64)          | Jo Durie                 | 3e tour (1/16)  | Steffi Graf        | 4e tour (1/8)   | Larisa Savchenko  | n/a                         | n/a                         |
| 1989  | 1er tour (1/64)            | M.J. Fernández             | 1er tour (1/64)          | Martina Pawlik           | 2e tour (1/32)  | Eva Švíglerová     | 3e tour (1/16)  | Steffi Graf       | n/a                         | n/a                         |
| 1990  | 2e tour (1/32)             | Tami Whitlinger            | 1er tour (1/64)          | Kirrily Sharpe           | 2e tour (1/32)  | Anne Minter        | 1er tour (1/64) | Natalia Medvedeva | n/a                         | n/a                         |

À droite du résultat, l’ultime adversaire.

### En double dames
| Année | Open d'Australie (janvier) | Open d'Australie (janvier) | Internationaux de France   | Internationaux de France   | Wimbledon                    | Wimbledon                | US Open                     | US Open                    | Open d'Australie (décembre) | Open d'Australie (décembre) |
| ----- | -------------------------- | -------------------------- | -------------------------- | -------------------------- | ---------------------------- | ------------------------ | --------------------------- | -------------------------- | --------------------------- | --------------------------- |
| 1983  | n/a                        | n/a                        | -                          | -                          | -                            | -                        | 1er tour (1/32) S. Solomon  | Navrátilová Pam Shriver    | -                           | -                           |
| 1984  | n/a                        | n/a                        | 1er tour (1/32) M. Casati  | Iva Budařová M. Skuherská  | 1er tour (1/32) M. Casati    | Peanut Louie H. Ludloff  | 2e tour (1/16) Steffi Graf  | B. Nagelsen Anne White     | -                           | -                           |
| 1985  | n/a                        | n/a                        | 2e tour (1/16) Beth Herr   | C. Suire Virginia Wade     | 1er tour (1/32) S. Mascarin  | V. Ruzici A. Temesvári   | 2e tour (1/16) Beth Herr    | Anne Hobbs C. Jolissaint   | -                           | -                           |
| 1986  | n/a                        | n/a                        | 2e tour (1/16) R. Reggi    | Kathy Jordan A. Moulton    | 1er tour (1/32) S. Mascarin  | Navrátilová Pam Shriver  | 2e tour (1/16) K. Horvath   | Navrátilová Pam Shriver    | n/a                         | n/a                         |
| 1987  | 2e tour (1/8) B. Gerken    | H. Mandlíková W. Turnbull  | 3e tour (1/8) R. Reggi     | Navrátilová Pam Shriver    | 1er tour (1/32) D. Balestrat | C. Bassett Helen Kelesi  | 3e tour (1/8) R. Reggi      | Steffi Graf G. Sabatini    | n/a                         | n/a                         |
| 1988  | -                          | -                          | 2e tour (1/16) R. Reggi    | Kohde-Kilsch Helena Suková | -                            | -                        | 1/4 de finale R. Reggi      | Steffi Graf G. Sabatini    | n/a                         | n/a                         |
| 1989  | 3e tour (1/8) R. Reggi     | Elise Burgin Lori McNeil   | 3e tour (1/8) R. Reggi     | Helen Kelesi C. Suire      | 2e tour (1/16) R. Reggi      | Navrátilová Pam Shriver  | 2e tour (1/16) R. Reggi     | G. Fernández Robin White   | n/a                         | n/a                         |
| 1990  | -                          | -                          | 2e tour (1/16) S. Stafford | Lise Gregory Gretchen Rush | 2e tour (1/16) Beth Herr     | Elise Burgin R. Fairbank | 1er tour (1/32) S. Stafford | Erika de Lone Lisa Raymond | n/a                         | n/a                         |

Sous le résultat, la partenaire ; à droite, l’ultime équipe adverse.

### En double mixte
| Année | Open d'Australie (janvier), | Open d'Australie (janvier), | Internationaux de France      | Internationaux de France  | Wimbledon                   | Wimbledon                | US Open                       | US Open                   | Open d'Australie (décembre), | Open d'Australie (décembre), |
| ----- | --------------------------- | --------------------------- | ----------------------------- | ------------------------- | --------------------------- | ------------------------ | ----------------------------- | ------------------------- | ---------------------------- | ---------------------------- |
| 1983  | n/a                         | n/a                         | 1er tour (1/32) Raymond Moore | Amanda Tobin David Graham | -                           | -                        | -                             | -                         | n/a                          | n/a                          |
| 1987  | -                           | -                           | -                             | -                         | -                           | -                        | 1/4 de finale Jim Pugh        | Zina Garrison S. Stewart  | n/a                          | n/a                          |
| 1988  | -                           | -                           | 2e tour (1/16) B. Willenborg  | R. Fairbank T. Woodbridge | 1er tour (1/32) Marty Davis | C. Benjamin C. Beckman   | 1er tour (1/16) B. Willenborg | B. Nagelsen Paul Annacone | n/a                          | n/a                          |
| 1989  | 2e tour (1/8) T. Woodbridge | M. Jaggard B. Dyke          | 2e tour (1/16) M. Woodforde   | A. Dechaume F. Santoro    | 1/4 de finale Neil Broad    | Jenny Byrne M. Kratzmann | 1er tour (1/16) M. Woodforde  | M. Bollegraf Tom Nijssen  | n/a                          | n/a                          |
| 1990  | 1er tour (1/16) Luke Jensen | R. Reggi Andrew Castle      | 1er tour (1/32) Luke Jensen   | P. Tarabini Gustavo Luza  | 2e tour (1/16) Neil Broad   | M. Bollegraf Tom Nijssen | -                             | -                         | n/a                          | n/a                          |

Sous le résultat, le partenaire ; à droite, l’ultime équipe adverse.

## Parcours aux Masters

### En simple dames
| # | Date       | Nom de l'édition                      | ($)     | Surface         | Résultat       | Ultime adversaire   | Score    |          |
| - | ---------- | ------------------------------------- | ------- | --------------- | -------------- | ------------------- | -------- | -------- |
| 1 | 17/03/1986 | Virginia Slims Championships New York | 500 000 | Moquette (int.) | 1er tour (1/8) | Martina Navrátilová | 6-1, 6-1 | Parcours |
| 2 | 17/11/1986 | Virginia Slims Championships New York | 500 000 | Moquette (int.) | 1er tour (1/8) | Hana Mandlíková     | 6-2, 6-4 | Parcours |

## Classements WTA en fin de saison

### En simple
| Année | 1983 | 1984 | 1985 | 1986 | 1987 | 1988 | 1989 | 1990 |
| Rang  | 56   | 26   | 29   | 21   | 48   | 49   | 48   | 97   |

Source : (en) « Classements de Terry Phelps », sur le site officiel du WTA Tour

### En double
| Année | 1986 | 1987 | 1988 | 1989 | 1990 |
| Rang  | 69   | 60   | 40   | 70   | 104  |

Source : (en) « Classements de Terry Phelps », sur le site officiel du WTA Tour